# عقدة بوتاموجيتون
عقدة بوتاموجيتون هو نوع من النباتات المائية المعروفة باسم لسان البحر ذو الأوراق طويلة (longleaf pondweed) أو Loddon pondweed. موطنها أوراسيا والأمريكتين، حيث تنتشر على نطاق واسع ويمكن العثور عليها في المُسطحات المائية مثل البرك والبحيرات والخنادق والجداول. هذه العُشبة تعتبر معمرة وتنتج جذعًا رفيعًا ومتفرّعًا يتجاوز طوله مترًا بالحد الأقصى. الأوراق خطية الشكل وانسيابية في معظم المناطق، طولها يصل إلى 15 سم عرضها 4 سم. كل من الأوراق العائمة والأوراق المغمورة تحمل أعناق طويلة، وهي سمة مميزة لها. الإزهار هي طفرة للعديد من النباتات الصغيرة الناشئة في الماء وعلى سيقانها.

## روابط خارجية
- جيبسون العلاج اليدوي
- فلورا أمريكا الشمالية
- معرض الصور